# Michiel de Jong
Michiel de Jong (Oranjestad, 17 mei 1973) is een Nederlands acteur en stemacteur.
Hij volgde de toneelopleiding aan de Amsterdamse Hogeschool voor de Kunsten en speelde in het theater onder andere in de stukken Een Zomerzotheid, Hooligans en Hurly Burly. Hij maakte zijn televisiedebuut in 1988 in Verdacht. Na kleinere rollen in series als Baantjer en ONM speelde hij in 2004 twee grote. In De Erfenis was hij te zien als Rolf Heydecoper en in Het Glazen Huis als Thijs Marsman. In 2007/2008 speelde hij de rol van Bas in Julia's Tango. En ook speelde hij de rol van Maarten Calvijn in de serie Het Huis Anubis. Sinds 2008 neemt De Jong de Nederlandstalige versie van Thomas de stoomlocomotief voor zijn rekening.  
in 2014 speelde hij vader Durvers Zoo in de serie De Leeuwenkuil.
De Jong heeft ook een aantal filmrollen gespeeld, onder andere in fl 19,99, Snuf en het spookslot, Zwartboek en Coach.